# Juan Federico IV de Sajonia-Weimar
Juan Federico IV de Sajonia-Weimar (19 de septiembre de 1600, Altemburgo - 17 de octubre de 1628, Weimar) fue, junto con sus siete hermanos, duque de Sajonia-Weimar.

## Vida
Juan Federico era hijo del duque Juan II de Sajonia-Weimar y su esposa Dorotea María de Anhalt. Sus hermanos fueron los futuros duques de Sajonia-Weimar, Juan Ernesto I "el Joven", Federico, Guillermo IV y Bernardo; el duque Alberto IV de Sajonia-Eisenach y Ernesto I de Sajonia-Gotha.
Juan Federico disfrutó de una educación integral por parte del chambelán Gaspar de Teutleben y del consejero Federico Hortleder. No siguió a sus hermanos en la universidad. Sin embargo, acompañó a su hermano Alberto IV, duque de Sajonia-Eisenach en 1619 en su Gran Viaje por Francia y Suiza. Los acompañaron el Hofmeister Hans Bernd von Botzheim y el consejero Tobias Adami.
Juan Federico, al igual que su hermano Alberto, fue nombrado miembro de la Sociedad Fructuosa por el príncipe Luis I de Anhalt-Köthen, antes de que comenzara su Gran Viaje. Luis le dio a Juan Federico el apodo der Entzündete ("el Inflamado") y el lema verderbet und erhält ("despoja y recibe"). Su emblema era "rastrojos en el campo, prendidos fuego, medio quemados". Era el miembro número 18 del ejército.
En 1622, Juan Federico y su hermano Bernardo lucharon en la batalla de Wimpfen del lado de Baden. Tres años más tarde, su hermano Juan Ernesto el Joven lo ascendió a coronel. Más tarde ese año, una lucha de poder entre los hermanos se intensificó por razones políticas. Terminó cuando Juan Federico fue arrestado. Más tarde fue liberado. Sin embargo, en 1627 intentó unirse al ejército de Tilly. Fue capturado y nuevamente encarcelado por sus hermanos.
Juan Federico estuvo muy interesado en la alquimia toda su vida. El 16 de octubre de 1628, mientras todavía estaba en prisión, confesó por escrito que había hecho un pacto con el diablo. Al día siguiente, fue encontrado muerto en su celda. Las especulaciones iban desde el suicidio hasta el asesinato; ninguna de las dos cosas se pudo probar de manera concluyente. Nunca se inició un juicio por brujería contra él.